# Ípsilon d'Andròmeda
Ípsilon d'Andròmeda (υ Andromedae) és una estrella binària, situada a uns 44 anys llum de distància, a uns 10 graus a l'est de la galàxia d'Andròmeda. L'estrella principal (υ d'Andròmeda A) és força semblant al Sol, però lleugerament més brillant i calenta, de tipus espectral F8V. L'estrella companya (υ d'Andròmeda B) és una nana roja de tipus espectral M4.5V, situada a una distància d'unes 750 ua de la primària i descoberta el 2002.
υ d'Andròmeda fou la primera estrella de la seqüència principal al voltant de la qual es van descobrir planetes extrasolars (el 1997). Fins al moment, s'han descobert tres planetes del seu sistema planetari, segurament gegants gasosos de l'estil de Júpiter.

## El sistema planetari de υ d'Andròmeda A
El planeta més intern, υ d'Andròmeda b, fou descobert el 1996 i anunciat el gener del 1997 per Geoffrey Marcy i Paul Butler, astrònoms de la Universitat Estatal de San Francisco. A causa de la proximitat a l'estrella, el planeta produïa una considerable oscil·lació en la seva posició, fet que en facilità el descobriment. Es tracta d'un planeta que orbita extremadament a prop de l'estrella (0,059 ua, amb un període orbital de només 4,6 dies) i fou un dels primers «Júpiters ardents» a ser descobert. La seva massa estimada és de 0,69 masses de Júpiter.
Així i tot, encara restava una part de l'oscil·lació de l'estrella sense explicar, que suggeria la presència d'algun altre planeta. El 1999, s'anuncià que el model que millor encaixava amb les dades era un sistema de tres planetes. υ d'Andròmeda c, el segon planeta del sistema, és un planeta amb el doble de massa i una òrbita considerablement excèntrica, a només 0,83 ua de la seva estrella. Segons les simulacions, les interaccions gravitatòries amb el planeta més exterior (υ d'Andròmeda d) fan que l'òrbita se circularitzi cada 7.000 anys.
Finalment, υ d'Andròmeda d, el planeta més extern del sistema detectat fins al moment, també és un gegant gasós, gairebé 4 vegades més massiu que Júpiter i amb una òrbita força excèntrica, a 2,53 ua de l'estrella.